# Monte Cueto

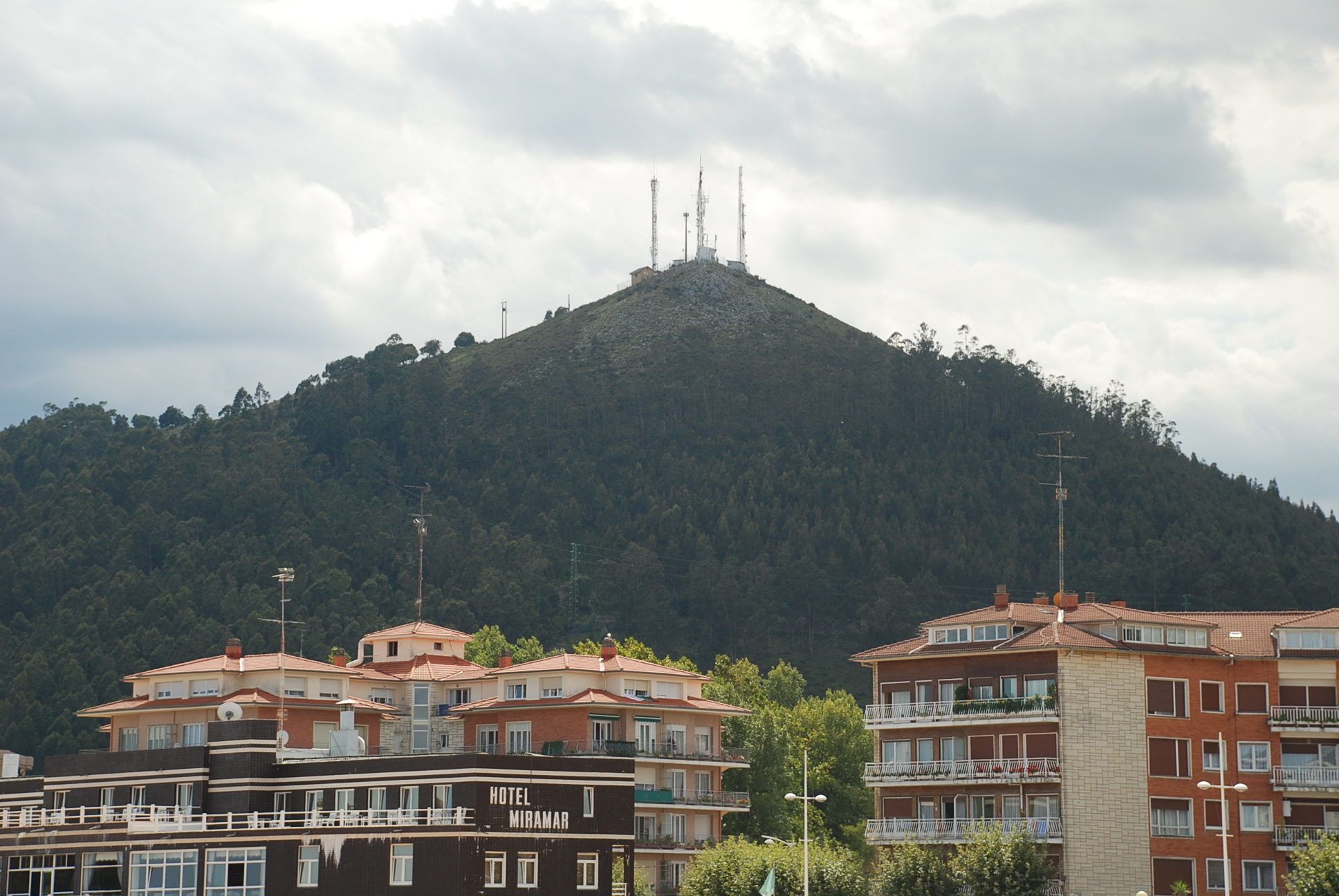
Vista del monte Cueto. Hasta hace unos años, aún era posible ver las tres líneas defensivas concéntricas.

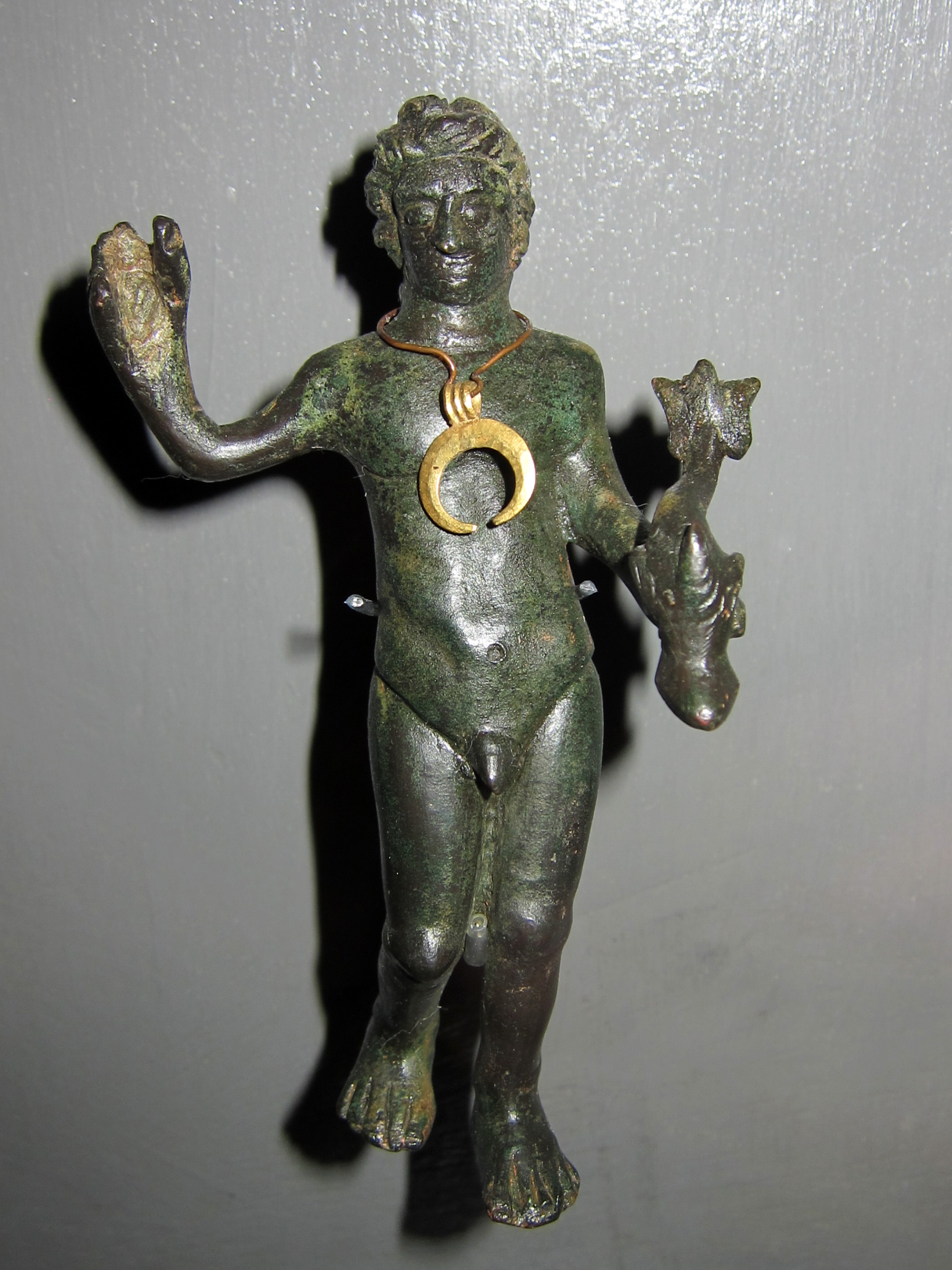
Figura de joven Neptuno proveniente del castro de Pico Cueto depositada en el Museo de Prehistoria y Arqueología de Cantabria.

El castro Monte Cueto es un poblado autrigón situado en el monte El Cueto, dentro del término municipal de Castro-Urdiales. Conserva trozos de muralla y es datable en la Edad del Hierro, e incluso podría coincidir con la ocupación romana. Su situación se ve afectada por antenas de radiodifusión, torres elétrictricas y plantaciones modernas de eucaliptos, a pesar de estar protegido por la declaración genérica del decreto de 22 de abril de 1949 y la ley 16/1985 sobre el patrimonio histórico español.

## Restos arqueológicos
El castro es un poblado protegido por tres murallas concéntricas de bloques trabados a hueso. En él se han encontrado una estatuilla religiosa indígena de Neptuno, fechada en época romana, de 12 cm., de bronce (denominada el Neptuno cántabro), dos monedas romanas de los siglos I y IV y restos cerámicos en sus proximidades del Bronce final y principios del Hierro.
Plinio el Viejo ya mencionaba en su Historia Natural, al describir la costa norte de España, una población que llamaba Portus Amanus o Portus Samanum, y que en teoría pertenecía a un grupo indígena cántabro llamado los sámanos. Dice también que sobre este puerto se estableció Flaviobriga, posteriormente Castro-Urdiales.